# Micrepeira albomaculata
Micrepeira albomaculata är en spindelart som beskrevs av Schenkel 1953. Micrepeira albomaculata ingår i släktet Micrepeira och familjen hjulspindlar.
Artens utbredningsområde är Venezuela. Inga underarter finns listade i Catalogue of Life.